# Ustrój magnetoelektryczny
     przewody doprowadzające prąd poddany pomiarowi
     sprężyna napinająca wskazówkę

Zasada działania amperomierza magnetoelektrycznego:
przewody doprowadzające prąd poddany pomiarowi
sprężyna napinająca wskazówkę

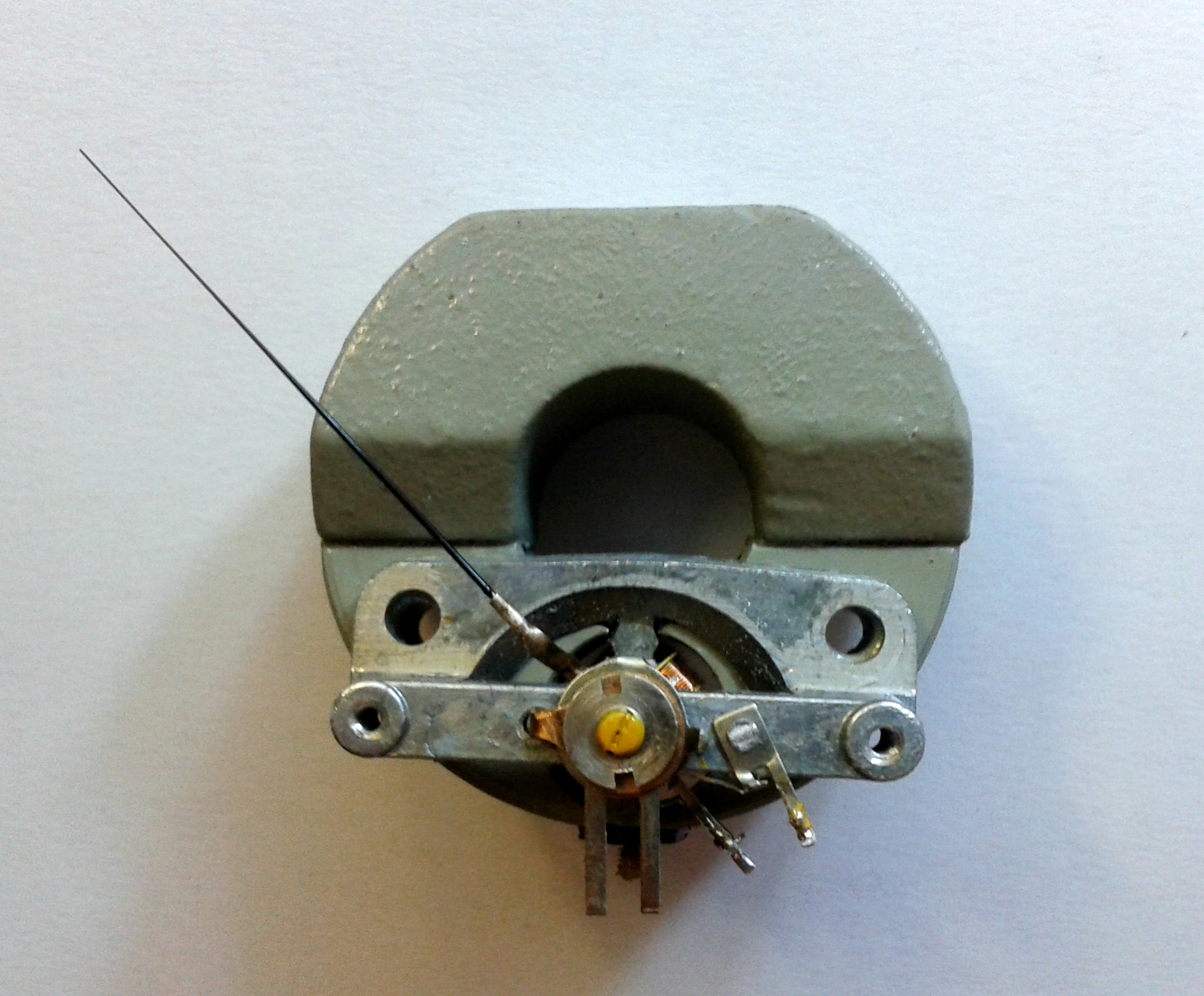
Magnetoelektryczny ustrój pomiarowy

Ustrój magnetoelektryczny – element pomiarowy mierników magnetoelektrycznych.
W miernikach o takim ustroju odchylenie organu ruchomego jest wywołane działaniem pola magnetycznego magnesu trwałego na cewkę, przez którą płynie prąd. Ruchomym elementem, może być zarówno magnes trwały (ustrój magnetoelektryczny o ruchomym magnesie), jak i cewka (ustrój magnetoelektryczny o ruchomej cewce). Obecnie bardziej rozpowszechnione są mierniki magnetoelektryczne o ruchomej cewce.

## Budowa
Na konstrukcję ustroju magnetoelektrycznego składają się zasadniczo trzy elementy:
- magnes trwały będący źródłem stałego pola magnetycznego,
- cewkę nawiniętą na karkasie, którego oś trwale umocowana jest w polu magnesu,
- sprężyny utrzymujące cewkę w punkcie równowagi zależnym od natężenia prądu elektrycznego.

## Zasada działania
Gdy przez cewkę umieszczoną w polu magnesu płynie prąd elektryczny, na przewodnik działa siła od pola magnetycznego magnesu. Siła ta obraca zwojnicę, obrotowi temu przeciwdziała siła sprężystości sprężyn, co doprowadza do ustalenia się nowego punktu równowagi, w którym momenty sił równoważą się. Ponieważ cewka umocowana jest na osi, jej ruch to obrót. Kąt o jaki obróci się element ruchomy zależy od: stałej zwracania sprężyny {\displaystyle k,} stałej (w zakresie ruchu cewki) wartości indukcji pola magnetycznego {\displaystyle B,} liczby zwojów cewki {\displaystyle z,} średniej szerokości zwoju cewki {\displaystyle d,} głębokości zanurzenia cewki w szczelinie magnesu (długość na której następuje oddziaływanie) {\displaystyle l} oraz od prądu {\displaystyle I} przepływającego przez cewkę.
Moment sił elektromagnetycznych:
{\displaystyle M_{e}=BzdlI.}
Moment sił sprężyn:
{\displaystyle M_{s}=\alpha k,}
{\displaystyle \alpha ={\frac {1}{k}}BzdlI_{s}.}
Ponieważ wartości {\displaystyle B,} {\displaystyle k,} {\displaystyle z,} {\displaystyle d,} {\displaystyle l} są stałe, kąt wychylenia {\displaystyle \alpha } jest proporcjonalny do wartości przepływającego przez cewkę prądu {\displaystyle I.}
Pomiar wartości prądu przemiennego praktycznie nie jest możliwy, jeśli okres ustalania się położenia organu ruchomego (około 0,2–2 s) jest dłuższy niż okres mierzonego prądu. Jeśli prąd przemienny ma składową stałą, ustrój magnetoelektryczny wychyli się do położenia równowagi zależnego od wartości tej składowej.